# Ізраїльські поселення

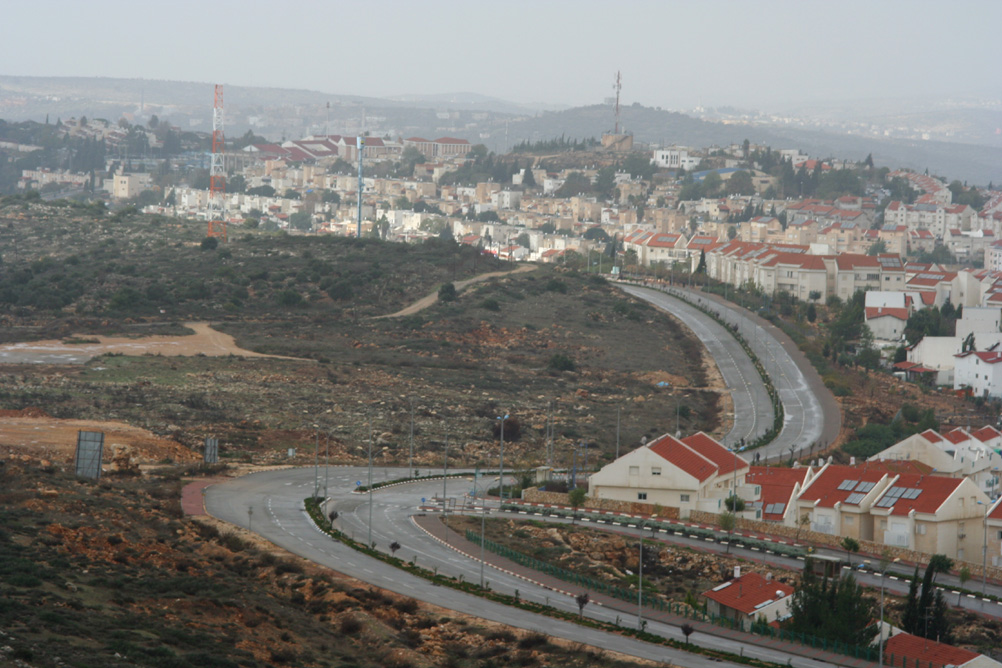
Вигляд на місто Аріель

Ізраїльські поселення або колонії на спірних (окупованих) територіях — населені пункти, створені після 1967 року на територіях, зайнятих Ізраїлем під час Шестиденної війни, жителями яких є громадяни Ізраїлю. Низка держав і ООН визначають ці території як окуповані, що оскаржується Ізраїлем. Держава Ізраїль визначає ці території як спірні.
Ізраїль контролює територію Юдеї та Самарії (Західного берега річки Йордан), на якій знаходяться ізраїльські поселення, а також прилеглі до них території (так звана зона «C» згідно з договором, укладеним в Осло). Решта території поділена на зони «A» (під управлінням Палестинської національної адміністрації) та «B» (де ПНА здійснює цивільне управління, але безпека контролюється спільно з Ізраїлем). Окремий договір був укладений щодо міста Хеврон, де Ізраїль контролює єврейський анклав і дороги, що зв'язують його з історичною частиною міста і зовнішнім світом, а ще близько чверті міста знаходиться під загальним управлінням. Розподіл сектора Гази на зони припинився після одностороннього розмежування і руйнування ізраїльських поселень у 2005 році.
У 2009 році чисельність жителів ізраїльських поселень у Юдеї та Самарії (включаючи райони Єрусалиму, розташовані на схід лінії поділу від 1948 року) перевищила 500 000 осіб.
Станом на 2022 рік на Західному березі розташовано 140 ізраїльських поселень, у тому числі 12 у Східному Єрусалимі. Крім того, на Західному березі є понад 100 нелегальних форпостів Ізраїлю. Загалом на Західному березі, за винятком Східного Єрусалиму, проживає понад 450 000 ізраїльських поселенців, а ще 220 000 єврейських поселенців проживають у Східному Єрусалимі. Крім того, понад 25 000 ізраїльських поселенців мешкають на Голанських висотах.

## Визначення
- На івриті поселення за межами зеленої лінії, як правило, називають hітнахлут (івр. התנחלות). Термін цей означає «спадщина», тобто поселення, засноване на землі, успадкованій від предків, які жили на ній за часів ізраїльських царств. У Торі він згадується відносно заселення євреями Ханаану після виходу з Єгипту. Поняття стало вживатися після першої перемоги на виборах і приходу до влади партії Лікуд у 1977 році. Поступово термін hітнахлут набув негативної конотації і в даний час жителі поселень і їх прихильники користуються терміном hітьяшвут, який означає, власне, «заселення».
- Палестинці називають ізраїльські поселення терміном мустамараат (араб. مستعمرات), що означає в дослівному перекладі колонії[10].
- Ізраїльський уряд офіційно дотримується історичних назв Юдея і Самарія щодо території, названої у ІІ половині XX століття Західним берегом річки Йордан. На відміну від представників ізраїльського правого табору, з цим терміном не згодні представники лівого табору, противники повної або часткової анексії цієї території Ізраїлем.

## Огляд історії Юдеї та Самарії (Західний берег річки Йордан)
- До XIII століття до н. е. на території західного берега річки Йордан розташовувалися декілька міст-держав різних ханаанських народів.
- Протягом XIII—XII століть до н. е. ці території були захоплені єврейськими племенами і з тих пір увійшли до складу Землі Ізраїлю. Назву «Юдея» отримала територія, що відійшла племені юдеїв (у єврейській термінології — коліну єгуда).
- В XI столітті до н. е. ця територія увійшла до складу об'єднаного Ізраїльського царства, столицею якого спочатку було місто Хеврон, а потім став Єрусалим.
- Після розпаду об'єднаного Ізраїльського царства в X столітті до н. е. на його колишній території були створені два царства — Юдея та Ізраїль. Ізраїльські царі заснували нову столицю свого царства — м. Самарію (івр. שומרון). Територія, прилегла до нової столиці, стала називатися «Самарія».
- Єврейська державність була остаточно зруйнована Римською імперією в період імператора Адріана у II столітті н. е. Земля Ізраїлю була перейменована римлянами в провінцію Палестина, за назвою одного з народів моря (филистимляни, івр. פלישתים), що проживали в ній у минулому.
- Протягом наступних 18-ти століть ця територія почергово входила до складу Римської Імперії, Візантійської Імперії, арабського Халіфату, держави хрестоносців, держави мамелюків, Османської імперії та британського мандату.
- Невеликі єврейські громади існували в Єрусалимі, Хевроні, Тверії, Цфаті, Акко, у місті Газа та в інших містах. Там осіли деякі сефарди через кілька поколінь потому, як їх предки були вигнані з Іспанії, а потім у 16—18 ст. до них приєдналися і євреї-ашкеназі.
- Наприкінці XIX і першій половині XX століття євреї-репатріанти створили в Юдеї, Самарії та в районі Гази низку нових поселень. Однак, євреї були евакуйовані з Хеврону і з міста Газа британською владою після погромів 1929 року[ru].
- У ході Арабо-ізраїльської війни 1947—1949 років Юдея і Самарія були зайняті та в односторонньому порядку анексовані Трансйорданією (Йорданією після анексії), яка дала їм назву «Західний берег», щоб розрізнити його зі східним берегом, який був основною її територією до війни. Жителі нечисленних єврейських поселень на захопленій Трансйорданією території втекли або були вигнані йорданськими властями до Ізраїлю.
- Території Юдеї та Самарії потрапили під контроль держави Ізраїль у 1967 році, у результаті Шестиденної війни[11].

## Історія сучасних ізраїльських поселень
У 1967 році, у результаті Шестиденної війни, під контроль Ізраїлю перейшли території, що раніше контролювалися:
- Йорданією: Західний берег річки Йордан, включаючи східну частину Єрусалима (Східний Єрусалим).
- Єгиптом: Синайський півострів і сектор Гази.
- Сирією: Голанські висоти. У 1981 році вони були анексовані Ізраїлем.
- У 1967 муніципальні межі Єрусалиму були розширені на старе місто і Східний Єрусалим. Жителям колишньої йорданської частини міста на вибір було запропоновано ізраїльське громадянство (за деякими винятками) або посвідку на проживання (у разі, якщо вони бажатимуть зберегти йорданське громадянство). Анексія Ізраїлем Східного Єрусалима не була визнана жодною країною світу.
- Синай, сектор Гази і Західний берег річки Йордан отримали статус окупованих територій. Їх жителям не було запропоноване ізраїльське громадянство чи посвідки на проживання. Хоча спочатку у них де-факто була можливість працювати на території Ізраїлю й перетинати зелену межу.
- У 1967 за рішенням ізраїльського уряду створено перші ізраїльські військові поселення на Голанських висотах і на Західному березі річки Йордан.

Моше Даян писав з приводу створення поселень —
|  | У районах, з яких ми не хочемо йти і які є частиною нової територіальної карти Держави Ізраїль, мають бути створені факти через міські, сільськогосподарські та промислові поселення й армійські бази… Я розглядаю поселення як найважливішу річ, яка має найбільшу вагу з погляду створення політичних фактів. Це засновано на припущенні, що ми залишимося в будь-якому місці, де ми створимо форпост чи поселення.Оригінальний текст (англ.) [In areas from which we do not want to withdraw, and which are part of the State of Israel's new territorial map, facts should be created [via] urban, agricultural and industrial settlements, and army bases.....I view settlement as the most important thing, as the thing that has the greatest weight in terms of creating political facts. This is based on the assumption that we will remain wherever we establish a holding post or settlement.] Помилка: {{Lang}}: текст вже має курсивний шрифт (допомога) |

- У 1977 існувало 36 ізраїльських поселень на Західному березі річки Йордан, 16 — у секторі Гази та на Синаї, 27 — на Голанських висотах. Загальне населення поселень складало 11 000 осіб[13].
- У 1981 Ізраїль здійснив евакуацію всіх своїх поселень із Синайського півострова у зв'язку з поверненням цієї території Єгипту за Кемп-Девідською мирною угодою. Цим договором Єгипет відмовився від своїх претензій на сектор Гази.
- У 1994 в результаті мирного договору між Ізраїлем і Йорданією, остання відмовилася від своїх претензій на Західний берег річки Йордан.
- У серпні 2005 Ізраїль евакуював свої поселення з Гази і північної частини Західного берега (північна Самарія), згідно з Планом одностороннього розмежування.
- У лютому 2017 кнесет прийняв закон, що передбачає легалізацію поселень на Західному березі та можливість оплатного вилучення земель, належних палестинцям[14]. Це сталося у відповідь на чергову резолюцію РБ ООН, що засуджувала поселенську політику Ізраїлю[15].

## Населення

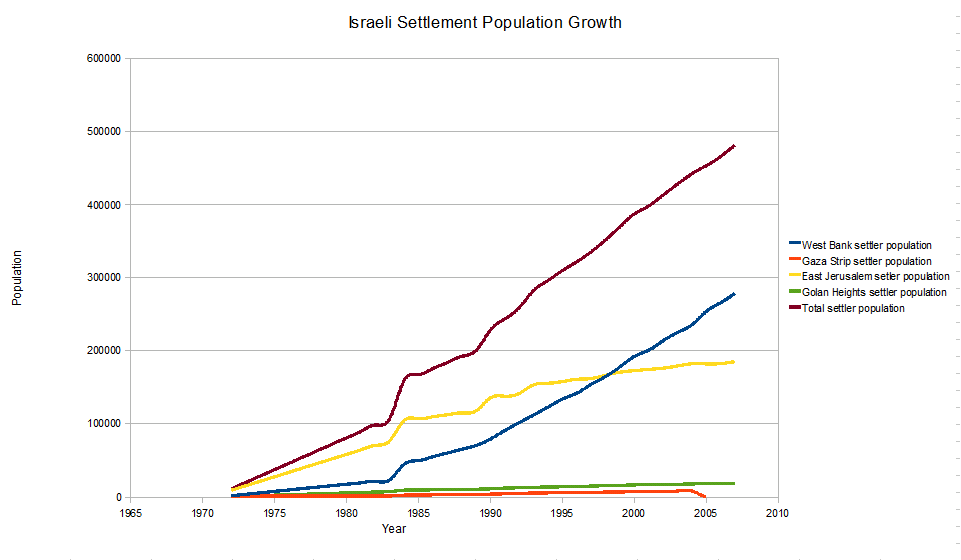
Динаміка кількості поселенців на Західному березі, у Секторі Гази, Східному Єрусалимі та Голанських висотах, 1972—2007 роки

Протягом довгих років ізраїльський уряд заохочував переїзд ізраїльтян і нових єврейських репатріантів з інших країн у поселення. Ті, хто переселився туди, до 2002 року отримували податкові пільги (7 % на місячний дохід до 10 000 шекелів), субсидії та пільгові позики на купівлю житла тощо.
У таблиці, базованій на різноманітних джерелах, вказано, як змінювалося населення в ізраїльських поселеннях:
| Кількість єврейських поселенців        | 1948                                               | 1972     | 1977       | 1980   | 1983    | 1993    | 2004    | 2007    | 2010    | 2014            |
| -------------------------------------- | -------------------------------------------------- | -------- | ---------- | ------ | ------- | ------- | ------- | ------- | ------- | --------------- |
| Західний берег (за винятком Єрусалиму) | 480 (див. Ґуш-Еціон)                               | 1182     | 3200 —4400 | 17 400 | 22 800  | 111 600 | 234 500 | 276 500 | 314 100 | 400 000         |
| Сектор Гази~2                          | 30 (див. Кфар-Даром)                               | 700~1    |            |        | 900     | 4800    | 7826    | 0       | 0       | 0               |
| Голанські висоти                       | 0                                                  | 77       |            |        | 6800    | 12 600  | 17 265  | 18 692  | 19 797  | 21 000          |
| Східний Єрусалим                       | 2300 (див. Єврейський квартал, Атарот, Неве Яаков) | 8649     |            |        | 76 095  | 152 800 | 181 587 | 189 708 | 198 629 | 300 000—350 000 |
| Всього                                 | 2810                                               | 10 608~1 |            |        | 106 595 | 281 800 | 441 178 | 485 170 | 532 526 | 721 000—771 000 |

~1 у тому числі Синай
~2 Джанет Абу-Лугход згадує 500 поселенців у Газі в 1978 році (за винятком Синаю), і 1000 в 1980 році.
Чисельність населення зростала за рахунок внутрішньої міграції, зовнішньої міграції (до поселень прибувало в середньому по 1000 євреїв-іноземних громадян на рік), а також за рахунок високої народжуваності (у поселеннях народжуваність приблизно втричі вища, ніж у цілому по Ізраїлю, що пов'язано зі значною часткою релігійних поселенців).

## Статус поселень з погляду ортодоксальногоюдаїзму
Ситуація, за якої законність звільнення євреями Землі Ізраїлю та її заселення будуть оскаржуватися народами світу, була описана Раші, відомим єврейським коментатором Танаху і Талмуду, ще в XI столітті н. е., за 900 років до повернення євреїв на свою землю. В коментарі на перші слова Тори «На початку створив Б-г небо і землю» Раші пише: "Сказав рабі Іцхак: «Належало б почати Тору з (вірша) „Цей місяць для вас — глава місяців“ [Вихід 12:2], який є першою заповіддю, даною (синам) Ізраїлю. Чому ж (вона) починається зі створення світу? Тому що „силу діянь Своїх виявив Він народові Своєму, щоб дати їм володіння племен“ [Псалом 111:6]. Бо якщо скажуть народи світу до Ізраїлю: „Розбійники ви, що захопили землі семи народів“, то (сини Ізраїлю) скажуть їм: „Вся земля належить Святому, благословенний Він. Він створив її і дав її тому, хто Йому до вподоби. Своєю Волею Він дав її їм (на час), за Своєю Волею Він відняв у них і дав її нам“».

## Статус поселень з точки зору міжнародного права

### Позиція ООН і можливе застосування вимог Женевської конвенції
Низка джерел вважає, що існування ізраїльських поселень на окупованих територіях суперечить Женевській конвенції. Такі міжнародні міжурядові організації, як Конференція країн-учасниць Четвертої Женевської Конвенції, ООН та ЄС неодноразово заявляли, що ці поселення є серйозним порушенням міжнародного права. Неурядові організації, такі як Міжнародна Амністія і Human Rights Watch, також охарактеризували створення поселень як порушення міжнародних норм.
У статті 49 (Женевської) Конвенції від 12 серпня 1949 про захист цивільного населення під час війни зазначено:
Окупуюча держава не зможе депортувати або переміщувати частину свого власного цивільного населення на окуповану нею територію.
У резолюціях РБ ООН 446, 452, 465 и 471, прийнятих упродовж 1979—1980 рр., зазначалося, що створення Ізраїлем поселень на окупованих територіях є незаконним, і висувалися вимоги до Ізраїлю припинити будівництво поселень.
(Рада Безпеки ООН) постановляє, що політика і практика Ізраїлю зі створення поселень на палестинських та інших арабських окупованих територіях з 1967 року не має законних підстав і становить серйозну перешкоду для встановлення всеосяжного, справедливого і довготривалого миру на Близькому Сході. (Резолюція ООН 446)

### Позиція Міжнародного суду ООН
30 грудня 2022 року Генеральна Асамблея ООН прийняла резолюцію A/RES/77/247, в якій вона звернулася до Міжнародного суду з проханням надати консультативний висновок з питань, пов'язаних із політикою та практикою Ізраїлю на окупованих палестинських територіях.
У своєму консультативному висновку від 19 липня 2024 р. Суд дійшов висновку, що:
- подальша присутність Держави Ізраїль на окупованій палестинській території є незаконною;
- Ізраїль зобов'язаний якомога швидше покласти край своїй незаконній присутності на окупованій палестинській території;
- Ізраїль зобов'язаний негайно припинити всю діяльність із створення нових поселень та евакуювати всіх своїх поселенців;
- Ізраїль зобов'язаний відшкодувати шкоду;
- усі держави та міжнародні організації зобов'язані не визнавати законною ситуацію, що виникає внаслідок незаконної присутності Ізраїлю на окупованій палестинській території, і не надавати йому допомогу чи сприяння у підтримці такої ситуації;
- ООН повинна розглянути діяти в напрямку якнайшвидшого припинення незаконної присутності Ізраїлю на окупованій території[39][40].

### Позиція Ізраїлю
Ізраїль не згоден, що його дії є порушенням міжнародного права, і вважає, що в даному випадку не можуть бути застосовані норми Женевської конвенції, оскільки «ці території раніше не належали жодній державі».
Він також оспорює визначення території Західного берега р. Йордан (включаючи Східний Єрусалим) як «окупованої», наполягаючи на міжнародному визначенні «спірна територія». Основними аргументами на користь цієї позиції є оборонний характер Арабо-ізраїльської війни 1948 і Шестиденної війни 1967, відсутність визнаного міжнародного суверенітету над цими територіями до 1967 року й історичне право єврейського народу на Землю Ізраїльську. Схожої позиції дотримується ряд ізраїльських і зарубіжних політиків і провідних юристів. До того ж висновку дійшла урядова комісія під керівництвом Едмунда Леві, що дослідила будівництво в Юдеї та Самарії, та подала свій звіт 21 червня 2012 року.

## Список поселень

### Юдея і Самарія (Західний берег річки Йордан)
Ізраїльські поселення на Західному березі адміністративно включені в чотири міста, тринадцять місцевих рад та шість регіональних рад.
Міста
1. Аріель (івр. אֲרִיאֵל).
18 089 жителів. Заснування 1978, статус міста з 1998.

2. Бейтар-Іліт (івр. בֵּיתָר עִלִּית).
44 927 жителів. Заснування 1985, статус міста з 2001.

3. Маалє-Адумім (івр. מַעֲלֵה אֲדֻמִּים).
37 138 жителів. Заснування 1975, статус міста з 1991.

4. Модіїн-Іліт (івр. מוֹדִיעִין עִלִּית).
60 046 жителів. Заснування 1993, статус міста з 2008.
Місцеві ради
1. Альфей-Менаше (івр. אַלְפֵי מְנַשֶׁה).

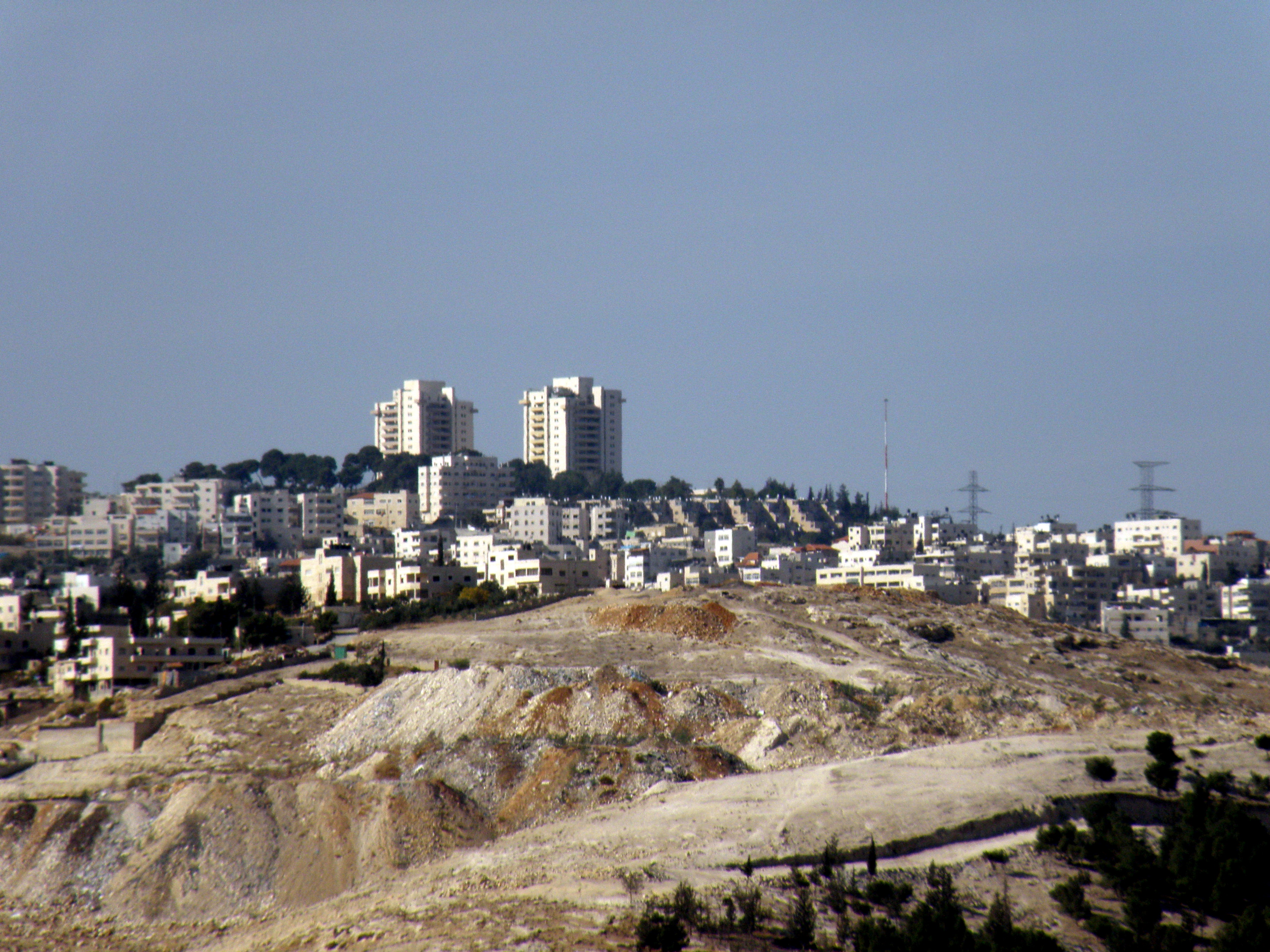
Маалє-Адумім

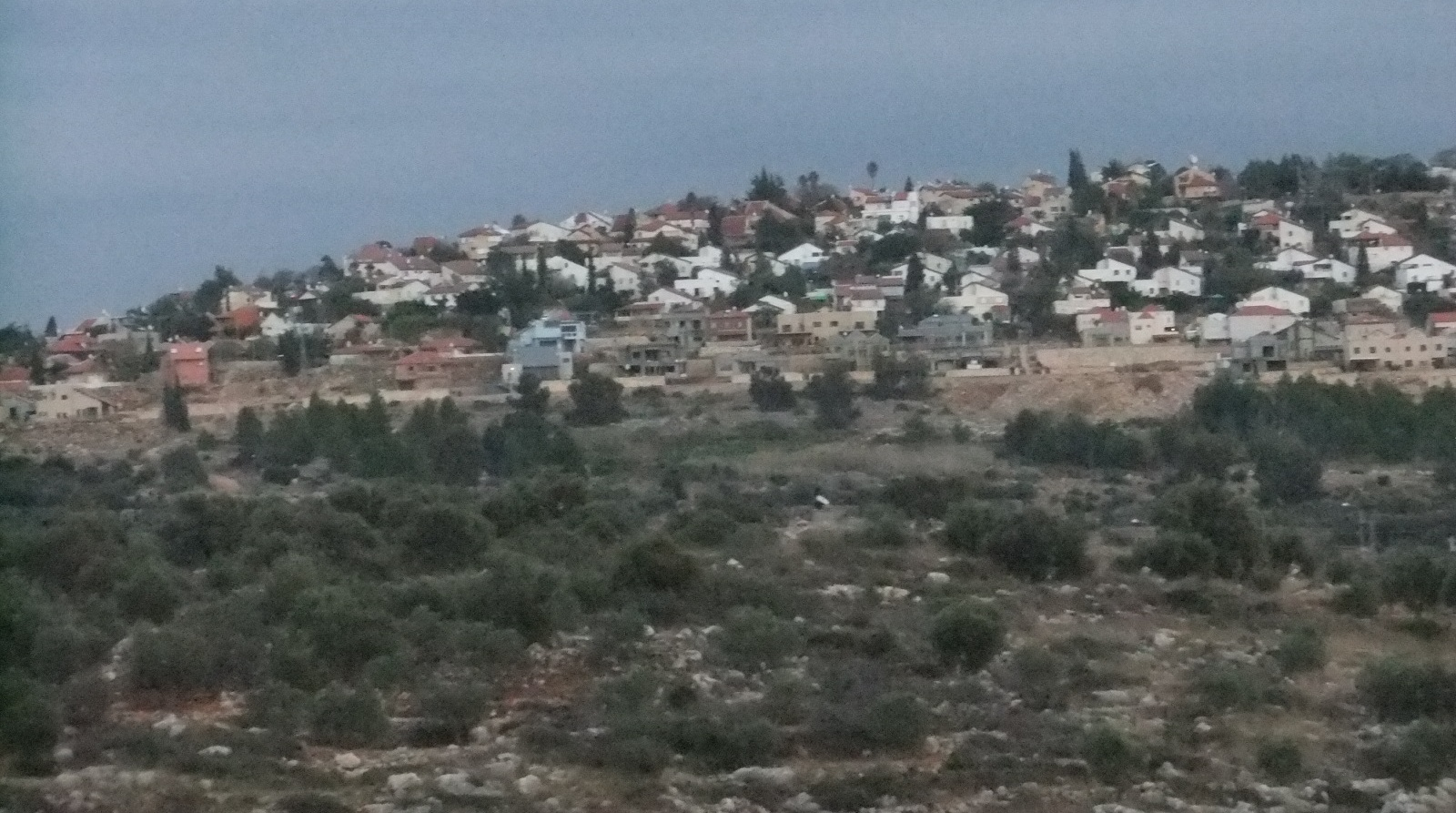
Бейт Ар'є-Офарім

7583 жителів. Заснування 1983, статус місцевої ради з 1987.

2.Бейт Ар'є-Офарім (івр. בֵּית אַרְיֵה-עֳפָרִים).
4322 жителів. Заснування 1981, статус місцевої ради з 1989.

3. Бейт-Ель (івр. בֵּית אֵל).
5899 жителів. Заснування 1977, статус місцевої ради з 1997.

4. Ефрат (івр. אֶפְרָת).
7912 жителів. Заснування 1983, статус місцевої ради з 1983.

5. Ґів'ат-Зеєв (івр. גִּבְעַת זְאֵב).
14 349 жителів. Заснування 1982, статус місцевої ради з 1984.

6. Елькана (івр. אֶלְקָנָה).
3871 жителів. Заснування 1977, статус місцевої ради з 1981.

7. Гар-Адар (івр. הַר אֲדָר).
3757 жителів. Заснування 1982, статус місцевої ради з 1995.

8. Імануель (івр. עִמָּנוּאֵל).
3115 жителів. Заснування 1983, статус місцевої ради з 1985.

9. Карней-Шомрон (івр. קַרְנֵי שׁוֹמְרוֹן).
6560 жителів. Заснування 1977, статус місцевої ради з 1991.

10. Кдумім (івр. קְדוּמִים).
4174 жителів. Заснування 1975, статус місцевої ради з 1975.

11. Кір'ят-Арба (івр. קִרְיַת־אַרְבַּע).
7166 жителів. Заснування 1968, статус місцевої ради з 1979.

12. Маалє-Ефраїм (івр. מַעֲלֵה אֶפְרַיִם).
1098 жителів. Заснування 1978, статус місцевої ради з 1981.

13. Ораніт (івр. אֳרָנִית).
7626 жителів. Заснування 1983, статус місцевої ради з 1990.

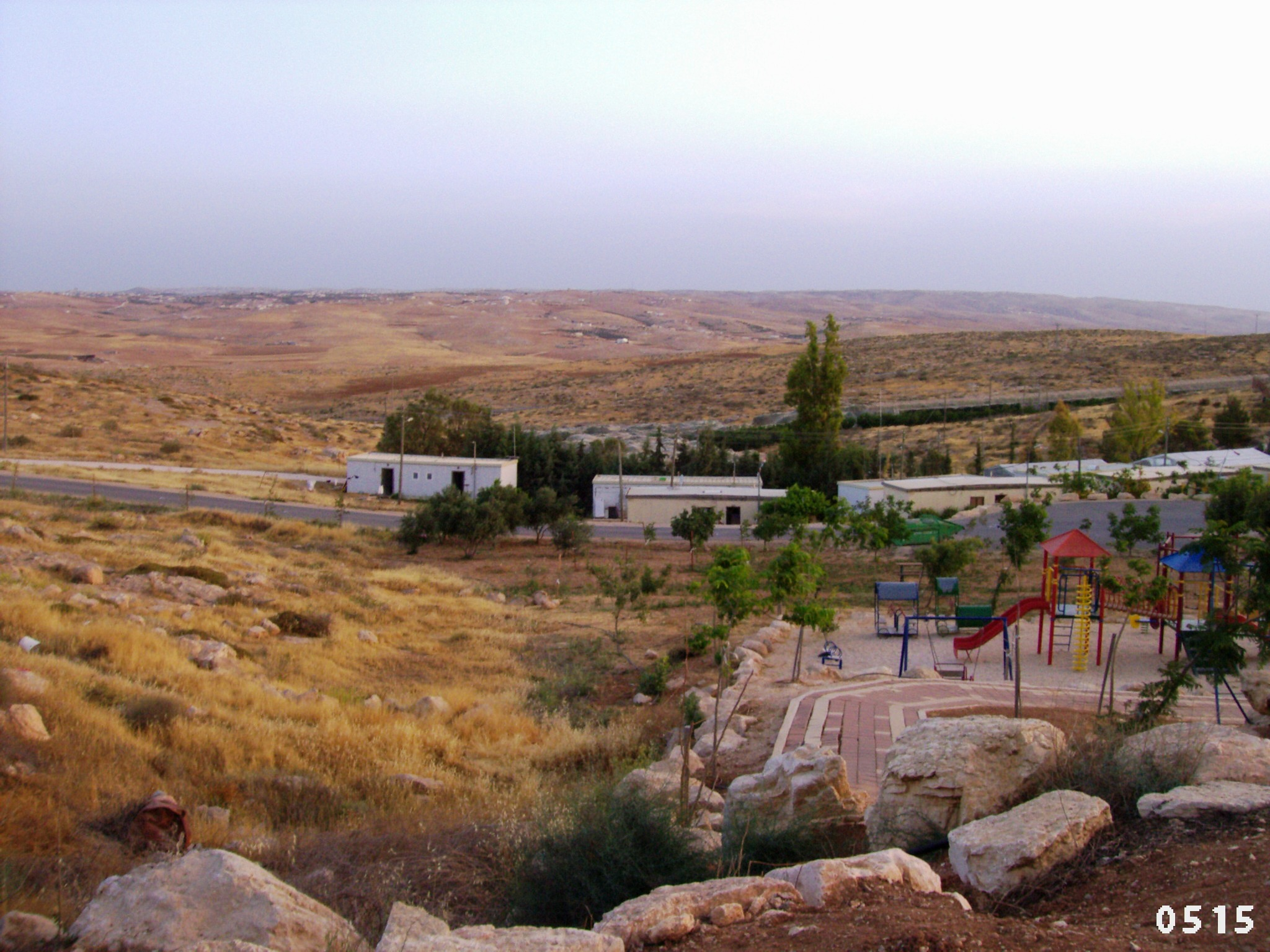
Гар-Хеврон

Регіональні ради
1. Гуш-Еціон (івр. גּוּשׁ עֶצְיוֹן).
22 поселення

2. Регіональна рада Гар-Хеврон (івр. הר חברון).
19 поселень

3. Матех Біньямін (івр. מטה בנימין).
42 поселення

4. Меґілот (івр. מגילות).
6 поселень

5. Шомронська регіональна рада (івр. שומרון). 29 поселень.

6. Бік'ат ха-Ярден (івр. בקעת הירדן). 21 поселення.

### Голанські висоти
Окупована Ізраїлем територія на Голанських висотах перебуває під управлінням регіональної ради Голан, адміністративним центром якої є Кацрін. Всього є 32 поселення.

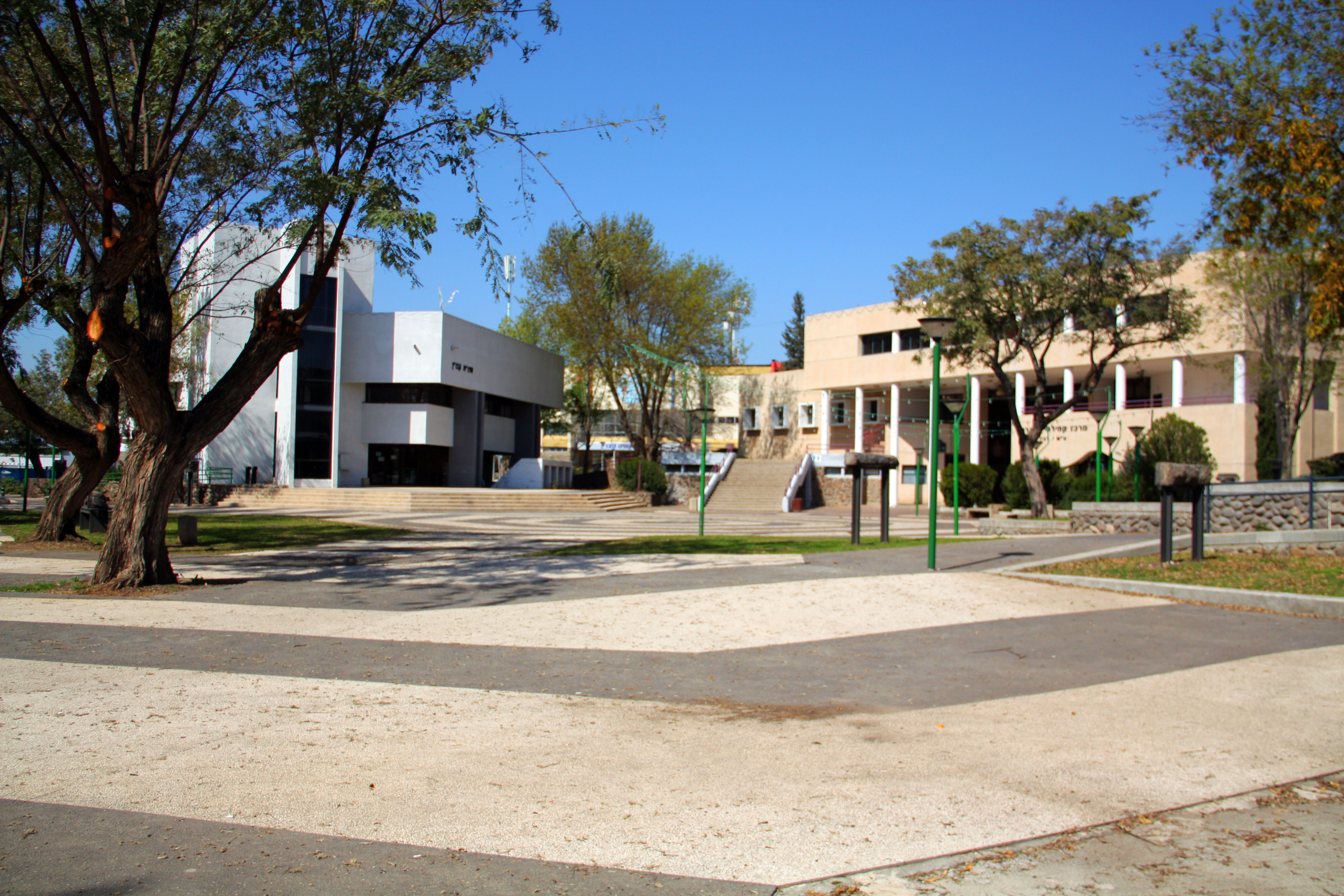
Кацрін

Кібуци
1. Ортал (івр. אוֹרְטַל), заснований 1978.
2. Ел-Ром (івр. אֶל רוֹם), заснований 1971.
3. Афік (івр. אֲפִיק), заснований 1972.
4. Ґешур (івр. גְּשׁוּר), заснований 1971.
5. Кфар Гарув (івр. כְּפַר חָרוּב), заснований 1974.
6. Мево Хама (івр. מְבוֹא חַמָּה), заснований 1968.
7. Мецар (івр. מֵיצָר), заснований 1981.
8. Мером Ґолан (івр. מְרוֹם גּוֹלָן), заснований 1967.
9. Натур (івр. נָטוּר), заснований 1980.
10. Ейн-Ціван (івр. עֵין זִיוָן), заснований 1968.

Мошави
1. Авней Ейтан (івр. אַבְנֵ"י אֵיתָ"ן), заснований 1973.
2. Одем (івр. אֹדֶם або івр. אודם), заснований 1976.
3. Алоней ха-Башан (івр. אַלּוֹנֵי הַבָּשָׁן), заснований 1981.
4. Еліяд (івр. אֵלִי עַד), заснований 1968.
5. Ані'ам (івр. אֲנִיעָם), заснований 1978.
6. Бней-Єгуда (івр. בְּנֵי יְהוּדָה), заснований 1972.
7. Ґіват-Йоав (івр. גִּבְעַת יוֹאָב), заснований 1968.
8. Гаспін (івр. חַסְפִּין), заснований 1978.
9. Йонатан (івр. יוֹנָתָן), заснований 1975.
10. Канаф (івр. כָּנָף), заснований 1985.
11. Маалє-Ґамла (івр. מַעֲלֵה גַּמְלָא), заснований 1975.
12. Неот Ґолан (івр. נְאוֹת גּוֹלָן), заснований 1968.
13. Нов (івр. נוֹב), заснований 1972–73.
14. Неве-Атів (івр. נְוֵה אַטִי"ב), заснований 1972.
15. Німрод (івр. נִמְרוֹד), заснований 1982.
16. Кідмат Цві (івр. קִדְמַת צְבִי), заснований 1981.
17. Кешет (івр. קֶשֶׁת), заснований 1974.
18. Рамот (івр. רָמוֹת), заснований 1969.
19. Рамат Маґшимім (івр. רָמַת מַגְשִׁימִים), заснований 1972.
20. Шаал (івр. שַׁעַל), заснований 1980.

Громадські поселення
1. Гад Нес (івр. חַד נֵס), засноване 1989.
2. Кела Алон (івр. קלע אלון), засноване 1991.

### Сектор Гази
- 15 серпня 2005 Ізраїль почав виведення єврейських поселенців (9200 осіб).
- 22 серпня 2005 всі ізраїльтяни покинули Сектор.
- Від 23 серпня 2005 на території Сектора немає жодного ізраїльського поселення.
- 12 вересня 2005 Сектор залишив останній ізраїльський солдат.

#### Колишні поселення

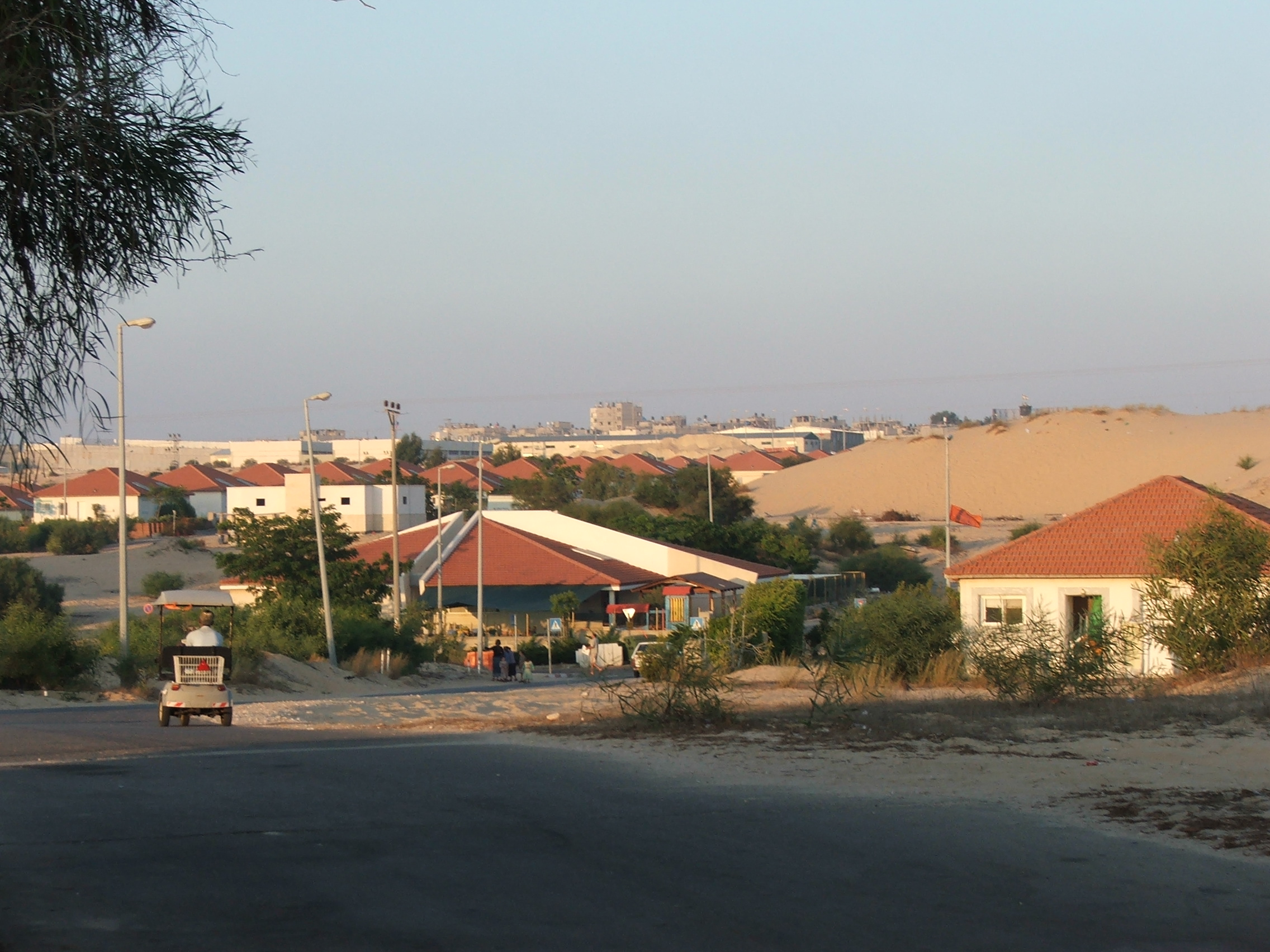
Гуш-Катіф

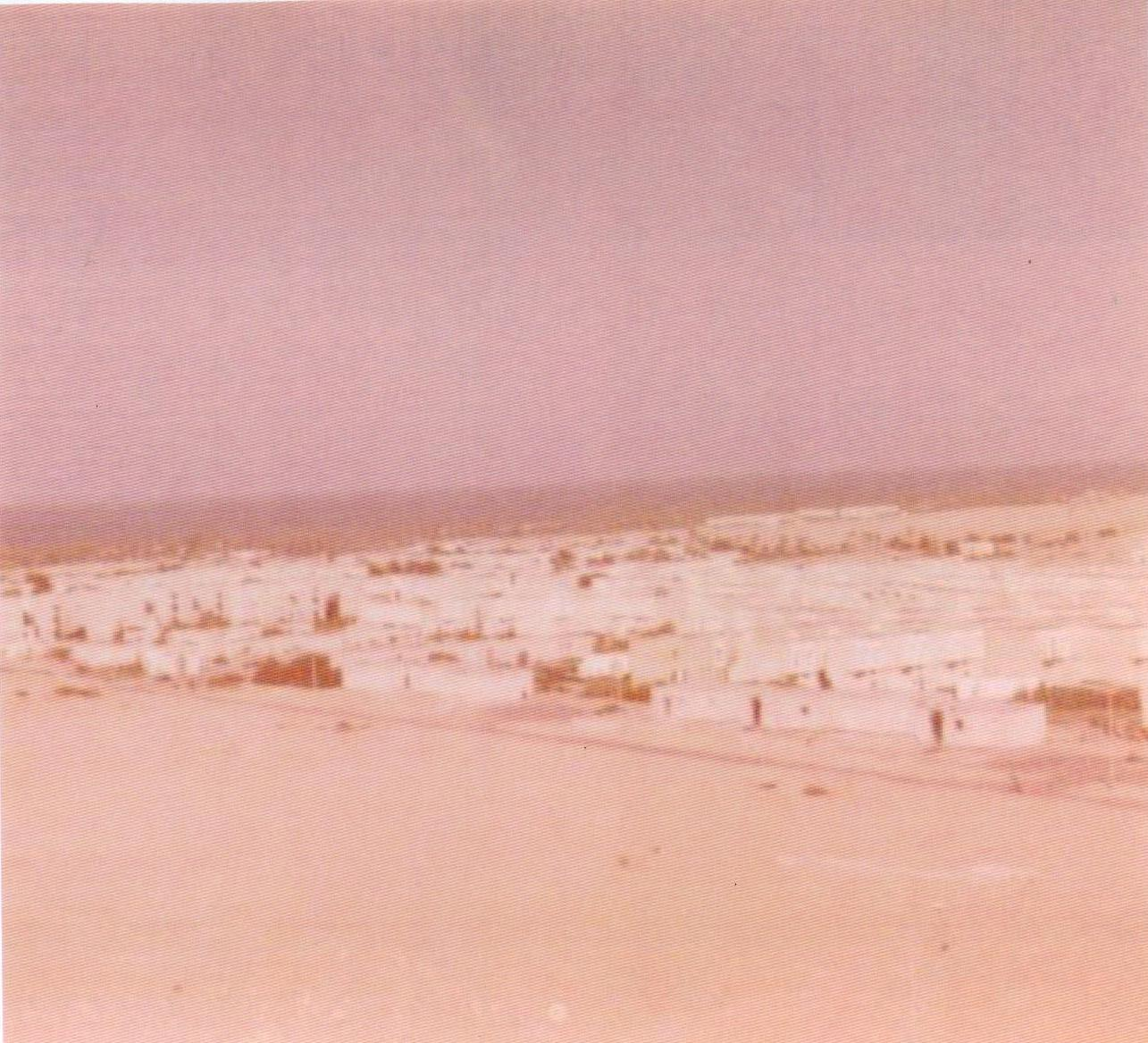
Яміт (між 1960 і 1970)

- Бдолах (івр. בדולח)
- Бней-Ацмон (івр. בני עצמון)
- Ґадід (івр. גדיד)
- Ґаней-Таль (івр. גני טל)
- Ґан-Ор (івр. גן אור)
- Дуґіт (івр. דוגית)
- Елей-Синай (івр. אלי סיני)
- Катіф[ru] (івр. קטיף).
- Керем-Ацмона (івр. כרם עצמונה)
- Кфар-Даром[ru] (івр. כפר דרום)
- Кфар-Ям (івр. כפר ים)
- Мораґ (івр. מורג)
- Неве-Дкалім (івр. נוה דקלים)
- Нецарім (івр. נצרים)
- Нецер-Газані (івр. נצר חזני)
- Нісаніт (івр. ניסנית)
- Пеат-Саде (івр. פאת שדה)
- Рафіах-Ям (івр. רפיח ים)
- Слав (івр. שליו)
- Тель-Катіфа (івр. תל קטיפא)
- Шірат-ха-Ям (івр. שירת הים)

### Синайський півострів
- Всі поселення були евакуйовані з півострову протягом трьох років після підписання єгипетсько-ізраїльської мирної угоди.

#### Колишні поселення
- Авшалом (івр. אבשלום)
- Ацмона (івр. עצמונה)
- Гарувіт (івр. חרובית)
- Гацер Адар (івр. חצר אדר)
- Гуліт (івр. חולית)
- Декла (івр. דקלה)
- Ді Захав (івр. די זהב)
- Ейтам (Махане Нуріт) (івр. איתם, івр. מחנה נורית)
- Захарон (івр. זהרון)
- Маоз ха-Ям (івр. מעוז הים)
- Санта Катарина (івр. סנטה קתרינה) — розташовувалося в будовах монастиря
- Нагаль Ям (івр. נח"ל ים)
- Наот Синай (івр. נאות סיני)
- Натів ха-Асара (івр. נתיב העשרה)
- Невіот (івр. נביעות)
- Нір Авраам (івр. ניר אברהם)
- Ніцаней Синай (Кадеш Барнеа) (івр. ניצני סיני, івр. קדש ברנע) — переведене на нове місце з тим же ім'ям
- Офіра (івр. אופירה)
- Прі Ган (івр. פרי גן)
- Прієль (івр. פריאל)
- Садот (івр. שדות)
- Суфа (івр. סופה)
- Таба (івр. טאבה)
- Тальмей Йосеф (івр. תלמי יוסף)
- Угда (івр. אוגדה)
- Шалевет (івр. שלהבת)
- Яміт[ru] (івр. ימית).